# Warrior Nun
Warrior Nun (o sigui La monja guerrera) és una sèrie de televisió fantàstica i dramàtica estatunidenca. Creada per l'escriptor i director canadenc Simon Barry, es basa en el còmic Warrior Nun Areala del guionista i dibuixant estatunidenc Ben Dunn.
Malgrat el fet que la sèrie sigui nord-americana, el repartiment comprèn, de manera inhabitual, molts actors europeus no anglosaxons com ara la protagonista principal, la portuguesa Alba Baptista, la catalana Melina Matthews, la menorquina Olivia Delcán, l'italiana Sylvia De Fanti, el gallec Tristán Ulloa o el portuguès Joaquim de Almeida.
La primera temporada, que compta amb 10 episodis, es va estrenar en Netflix el 2 de juliol de 2020.

## Protagonistes

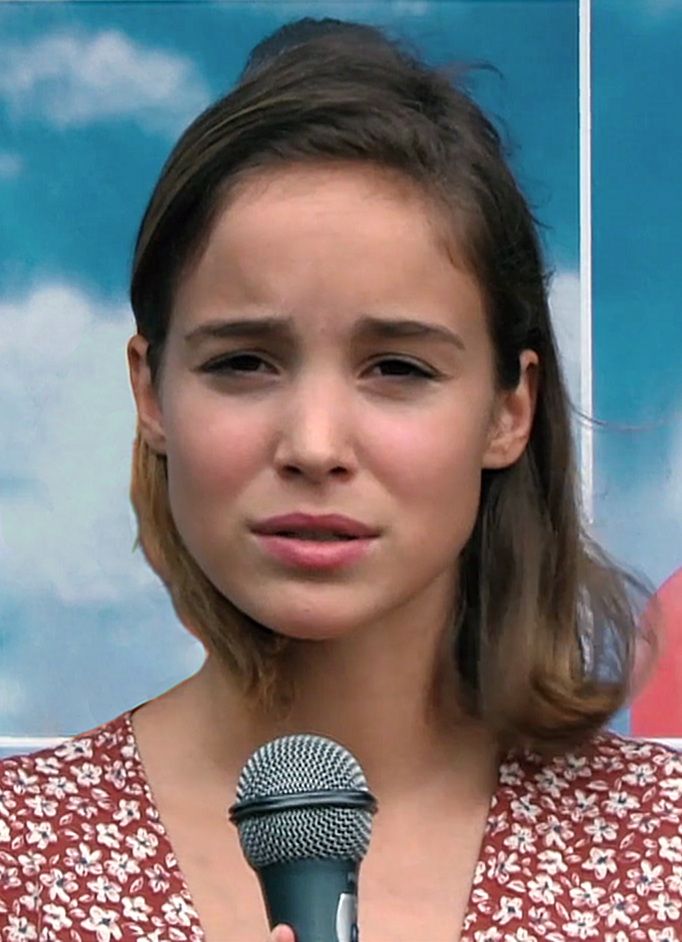
Alba Baptista, actriu principal de la sèrie

- Ava (Silva), interpretada per l'actriu portuguesa Alba Baptista

### Les monges de l'Orde de l'Espasa cruciforme
- Mare Superior, interpretada per Sylvia De Fanti
- Germana Lilith, interpretada per l'actriu britànica Lorena Andrea
- Germana Beatrice, interpretada per Kristina Tonteri-Young
- Germana Camila, interpretada per l'actriu menorquina Olivia Delcán
- Germana Shannon (Masters), interpretada per l'actriu catalana Melina Matthews

### Altres personatges
- Pare Vincent, interpretat per Tristán Ulloa
- Shotgun Mary, interpretada per Toya Turner
- Jillian Salvius, interpretada per Thekla Reuten
- JC, interpretat per Emilio Sakraya
- El Cardenal Duretti, interpretat per l'actor portuguès Joaquim de Almeida
- Michael, interpretat per Lope Haydn Evans

## Episodis

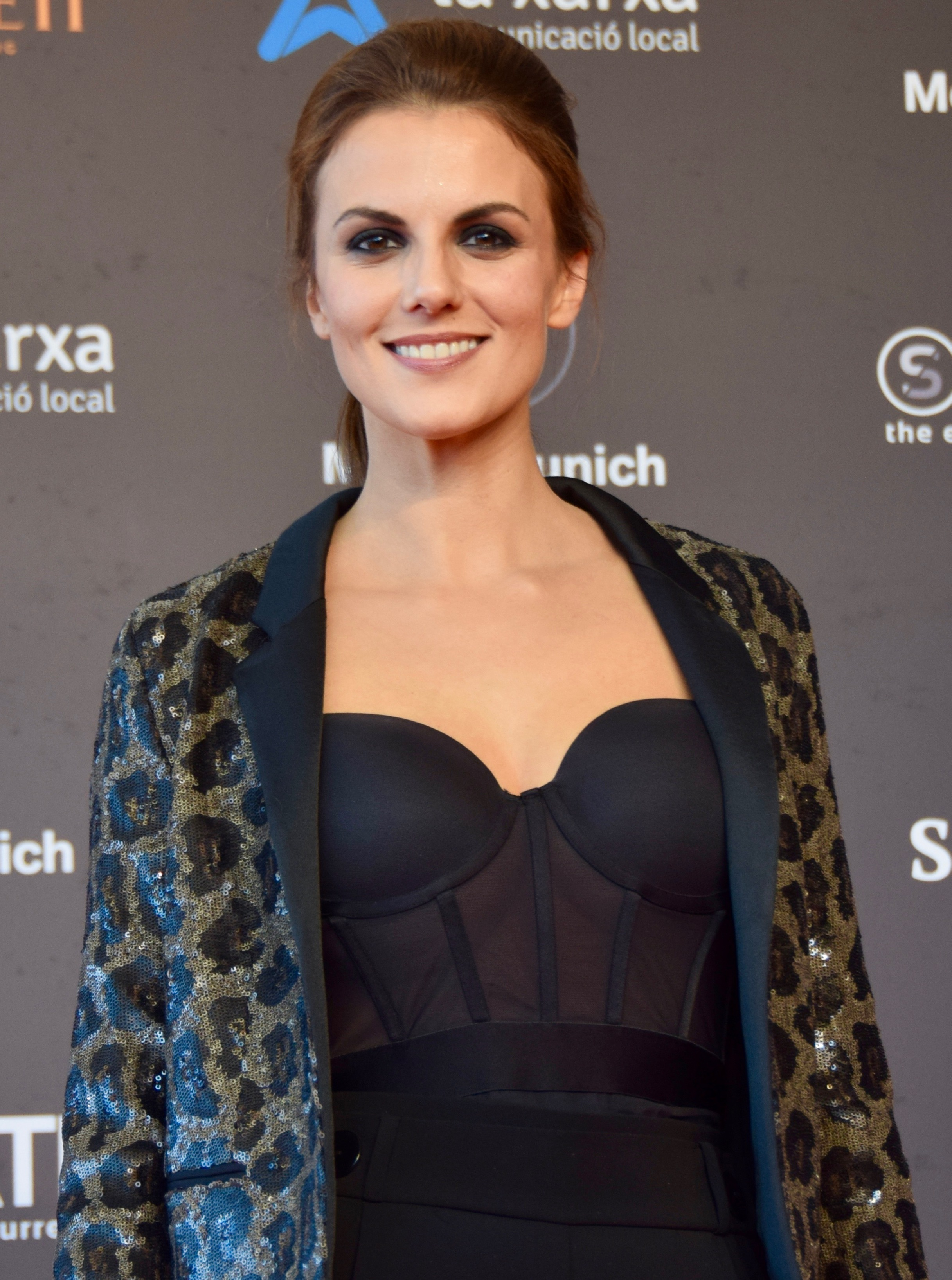
L'actriu catalana Melina Matthews que interpreta la Germana Shannon

Tots els títols dels episodis s'han anomenat segons parts de la Bíblia.

### Primera temporada (2020)
| No. | Títol              | Dirigit per          | Escrit per                     | Data d'estrena      |
| --- | ------------------ | -------------------- | ------------------------------ | ------------------- |
| 1   | "Psalms 46:5"      | Jet Wilkinson        | Simon Barry                    | 2 de juliol de 2020 |
| 2   | "Proverbis 31:25"  | Jet Wilkinson        | Terri Hughes Burton            | 2 de juliol de 2020 |
| 3   | "Efesis 6:11"      | Agnieszka Smoczyńska | Amy Berg                       | 2 de juliol de 2020 |
| 4   | "Siràcida 26:9-10" | Agnieszka Smoczyńska | David Hayter                   | 2 de juliol de 2020 |
| 5   | "Mateu 7:13"       | Sarah Walker         | Matt Bosack                    | 2 de juliol de 2020 |
| 6   | "Isaia 30:20-21"   | Sarah Walker         | Amy Berg                       | 2 de juliol de 2020 |
| 7   | "Efesis 4:22-24"   | Mathias Herndl       | Sheila Wilson i Suzanne Keilly | 2 de juliol de 2020 |
| 8   | "Proverbis 14:1"   | Mathias Herndl       | David Hayter i Matt Bosack     | 2 de juliol de 2020 |
| 9   | "2 Corintis 10:4"  | Simon Barry          | Terri Hughes Burton            | 2 de juliol de 2020 |
| 10  | "Apocalipsi 2:10"  | Simon Barry          | Simon Barry                    | 2 de juliol de 2020 |